# Pori Bears 2012
Questa voce raccoglie le informazioni riguardanti i Pori Bears nelle competizioni ufficiali della stagione 2012.

## I-divisioona 2012

### Stagione regolare
| Nokia 19 maggio 2012, ore 15:00 1ª giornata | Nokia Ghosthunters | 13 – 21 referto | Pori Bears | Keskusurheilukenttä |

| Pori 27 maggio 2012, ore 16:00 2ª giornata | Pori Bears  | 20 – 6 (0-0 2-0 6-0 12-6) referto | Kouvola Indians | Porin urheilukeskus (148 spett.)\| Arbitro: \| A. Lipsanen \| |
| Arbitro:                                   | A. Lipsanen |                                   |                 |                                                               |

| Pori 3 giugno 2012, ore 16:00 3ª giornata | Pori Bears  | 26 – 7 (0-0 6-7 12-0 8-0) referto | Sipoo Bulldogs | Porin urheilukeskus (50 spett.)\| Arbitro: \| A. Lipsanen \| |
| Arbitro:                                  | A. Lipsanen |                                   |                |                                                              |

| Pori 9 giugno 2012, ore 16:00 4ª giornata | Pori Bears  | 81 – 6 (20-0 21-0 27-6 13-0) referto | East City Giants | Porin urheilukeskus (110 spett.)\| Arbitro: \| A. Lipsanen \| |
| Arbitro:                                  | A. Lipsanen |                                      |                  |                                                               |

| Helsinki 16 giugno 2012, ore 17:00 5ª giornata | Helsinki 69ers | 24 – 36 (0-7 18-15 0-6 6-8) referto | Pori Bears | Velodromo di Helsinki (56 spett.)\| Arbitro: \| J. Riihijarvi \| |
| Arbitro:                                       | J. Riihijarvi  |                                     |            |                                                                  |

| Pori 30 giugno 2012, ore 16:00 6ª giornata | Pori Bears | 0 – 3 (0-3 0-0 0-0 0-0) referto | Nokia Ghosthunters | Porin urheilukeskus (20 spett.)\| Arbitro: \| T. Jansen \| |
| Arbitro:                                   | T. Jansen  |                                 |                    |                                                            |

| Kuusankoski 7 luglio 2012, ore 17:00 7ª giornata | Kouvola Indians | 7 – 49 (7-7 0-14 0-14 0-14) referto | Pori Bears | Kuusankosken Urheilupuisto (187 spett.)\| Arbitro: \| J. Korpela \| |
| Arbitro:                                         | J. Korpela      |                                     |            |                                                                     |

| Sipoo 14 luglio 2012, ore 16:00 Anticipo 9ª giornata | Sipoo Bulldogs | 21 – 59 (7-7 7-13 7-22 0-17) referto | Pori Bears | Söderkullan urheilukenttä (16 spett.)\| Arbitro: \| M. Immonen \| |
| Arbitro:                                             | M. Immonen     |                                      |            |                                                                   |

| Helsinki 29 luglio 2012, ore 17:00 10ª giornata | East City Giants | 0 – 42 (0-14 0-8 0-14 0-6) referto | Pori Bears | Velodromo di Helsinki (67 spett.) |

| Pori 5 agosto 2012, ore 16:00 11ª giornata | Pori Bears | 13 – 32 (0-0 13-20 0-0 0-12) referto | Helsinki 69ers | Porin urheilukeskus (150 spett.) |

### Playoff
| Pori 11 agosto 2012, ore 16:00 Semifinale | Pori Bears | 20 – 22 (d.t.s.) | Kouvola Indians | Porin urheilukeskus |

## Statistiche di squadra
| Competizione      | %Vittorie | In casa | In casa | In casa | In casa | In casa | In casa | In trasferta | In trasferta | In trasferta | In trasferta | In trasferta | In trasferta | Totale | Totale | Totale | Totale | Totale | Totale |
| Competizione      | %Vittorie | G       | V       | N       | P       | Pf      | Ps      | G            | V            | N            | P            | Pf           | Ps           | G      | V      | N      | P      | Pf     | Ps     |
| ----------------- | --------- | ------- | ------- | ------- | ------- | ------- | ------- | ------------ | ------------ | ------------ | ------------ | ------------ | ------------ | ------ | ------ | ------ | ------ | ------ | ------ |
| Stagione regolare | .333      | 5       | 3       | 0       | 2       | 140     | 54      | 5            | 5            | 0            | 0            | 207          | 65           | 10     | 8      | 0      | 2      | 347    | 119    |
| Playoff           | .000      | 1       | 0       | 0       | 1       | 20      | 22      | 0            | 0            | 0            | 0            | 0            | 0            | 1      | 0      | 0      | 1      | 20     | 22     |
| Totale            | .727      | 6       | 3       | 0       | 3       | 160     | 76      | 5            | 5            | 0            | 0            | 207          | 65           | 11     | 8      | 0      | 3      | 359    | 141    |

## Statistiche personali

### Marcatori
Mancano:
- i punti addizionali dell'incontro Ghosthunters-Bears della 1ª giornata
- le statistiche della semifinale Bears-Indians.

| Giocatore     | Ruolo | TD rush | TD recv | TD int | TD p.ret | TD k.ret | TD oth | Xp1 | Xp2 | FG | Saf | Totale |
| ------------- | ----- | ------- | ------- | ------ | -------- | -------- | ------ | --- | --- | -- | --- | ------ |
| T. Sandhu     |       | 0       | 14      | 0      | 0        | 0        | 0      | 0   | 2   | 0  | 0   | 88     |
| T. Holopainen |       | 0       | 6       | 2      | 1        | 0        | 0      | 6   | 1   | 0  | 0   | 62     |
| M. Kivero     |       | 8       | 0       | 0      | 0        | 0        | 0      | 0   | 0   | 0  | 0   | 48     |
| H. Ayala      |       | 3       | 0       | 0      | 0        | 0        | 1      | 1   | 1   | 0  | 0   | 27     |
| S. Sjovall    |       | 4       | 0       | 0      | 0        | 0        | 0      | 0   | 0   | 0  | 0   | 24     |
| A. Nummelin   |       | 0       | 3       | 0      | 0        | 0        | 0      | 0   | 0   | 0  | 0   | 18     |
| O. Valin      |       | 0       | 0       | 0      | 0        | 0        | 0      | 15  | 0   | 0  | 0   | 15     |
| T. Oksa       |       | 1       | 1       | 0      | 0        | 0        | 0      | 0   | 1   | 0  | 0   | 14     |
| V. Pitkänen   |       | 0       | 1       | 0      | 0        | 0        | 0      | 4   | 0   | 0  | 0   | 10     |
| J. Wiren      |       | 1       | 0       | 0      | 0        | 0        | 0      | 0   | 0   | 0  | 1   | 8      |
| J. Lahti      |       | 0       | 0       | 1      | 0        | 0        | 0      | 0   | 0   | 0  | 0   | 6      |
| V. Penttila   |       | 0       | 1       | 0      | 0        | 0        | 0      | 0   | 0   | 0  | 0   | 6      |
| P. Reunanen   |       | 0       | 1       | 0      | 0        | 0        | 0      | 0   | 0   | 0  | 0   | 6      |
| #11           |       | 1       | 0       | 0      | 0        | 0        | 0      | 0   | 0   | 0  | 0   | 6      |
| T. Jarvenpaa  |       | 0       | 0       | 0      | 0        | 0        | 0      | 0   | 1   | 0  | 0   | 2      |
| #87           |       | 0       | 0       | 0      | 0        | 0        | 0      | 0   | 0   | 0  | 1   | 2      |
| Team          |       | 0       | 0       | 0      | 0        | 0        | 0      | 0   | 0   | 0  | 1   | 2      |

### Passer rating
| Giocatore | G | Att | Comp | Int | Yds  | TD | NFL    | NCAA   |
| --------- | - | --- | ---- | --- | ---- | -- | ------ | ------ |
| H. Ayala  | 9 | 213 | 113  | 11  | 1942 | 25 | 101,89 | 158,04 |
| #18       | 1 | 22  | 11   | 1   | 178  | 3  | 98,11  | 153,87 |
| J. Lunden | 1 | 1   | 1    | 0   | 24   | 0  |        |        |